# Imre Makovecz
Imre Makovecz (Budapest, 20 de noviembre de 1935 - ibídem, 27 de septembre de 2011) fue un arquitecto húngaro, representante del movimiento orgánico. Su trabajo se inspiró en la obra de Frank Lloyd Wright y Rudolf Steiner y en el arte tradicional húngaro.
Imre Makovecz nació en Budapest y allí se graduó en arquitectura en la Universidad de Tecnología y Economía de Budapest en 1959. Durante la Segunda Guerra Mundial, ayudaba a su padre a sabotear tanques alemanes.
Profundamente religiosos, se enfrentó al régimen comunista de su país. Tras la caída del muro de Berlín, fue profesor de la Academia Internacional de Arquitectura y presidente de la Academia Húngara de Arte desde 1992.

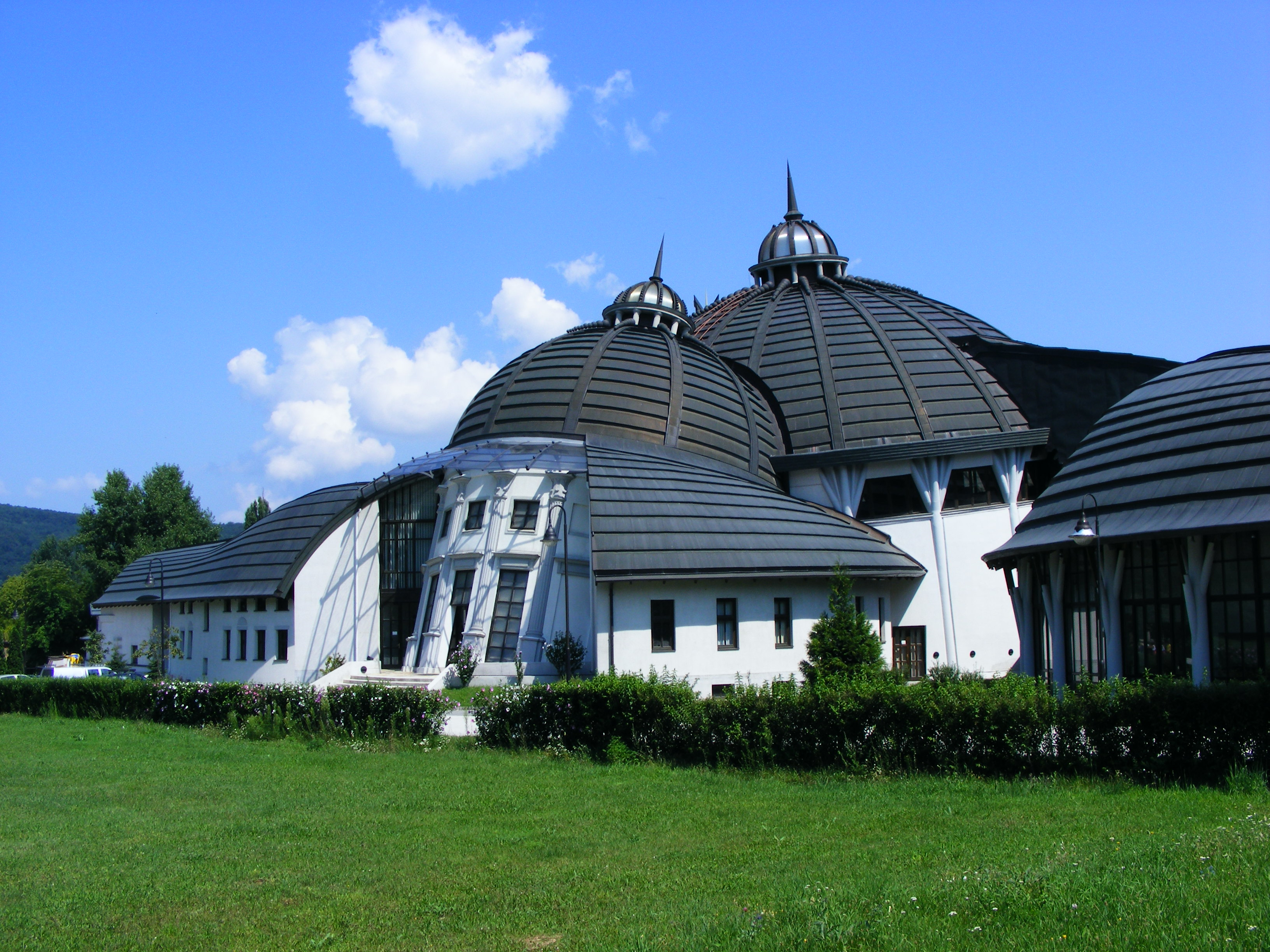
Stephaneum en Piliscsaba.

## Obras más destacadas
- Centro cultural, Sárospatak  (terminado en 1982).
- Sports Hall, Visegrád  (1985).
- Ayuntamiento y centro comercial de Dunajská Streda.
- Centro comunitario, Kakasd  (1996).
- Su estudio duseñó His group designed the buildings de Piliscsaba campus de la Universidad Pázmány Péter Katolikus.
- Pabellón de Hungría en Exposición Universal de Sevilla de 1992.
- Vivienda en Recsk.